# Bukoloram
Bukuloram (cyr. Букулорам) – wieś w Serbii, w okręgu toplickim, w mieście Prokuplje. W 2011 roku liczyła 4 mieszkańców.